# Старая Водолага
Старая Водолага (укр. Стара Водолага) — село, Староводолажский сельский совет, Нововодолажский район, Харьковская область.
Является административным центром Староводолажского сельского совета, в который, кроме того, входят сёла
Бахметовка и Павловка.

## Географическое положение
Село Старая Водолага находится на правом берегу реки Мжа, выше по течению на расстоянии в 4 км расположено село Федоровка, ниже по течению на расстоянии в 1,5 км расположено село Павловка, на противоположном берегу — село Бахметовка.

## История
1676 — первое упоминание селения в межевой ведомости как военного поселения возле острога на новой оборонительной линии.
В конце XVIII века Иван Петрович Дунин-Барковский выстроил в Старой Водолаге усадьбу для своего семейства. В середине XIX века усадьба принадлежала его внуку, графу Александру Сиверсу, который был похоронен в ограде местного православного храма.
В 1940 году, перед ВОВ, в селе, находившемся на правом берегу реки Мжа, были 257 дворов, православный храм, кирпичный завод, ветряная мельница, мост, брод и сельсовет.
В 1940 году на хуторе Вольный, располагавшемся восточнее, между Ст. Водолагой и Павловкой, были 62 двора.
Во время Великой Отечественной войны в 1941—1943 селение находилось под немецкой оккупацией, во время которой в селе действовала подпольная группа (руководитель — коммунист Н. Баланов).
В марте 1942 года подпольщики Н. Баланов, Д. Тригуб и М. Недорубок были расстреляны, всего оккупантами и их пособниками были убиты 40 жителей села, ещё 70 были вывезены на работу в Рейх, а село было наполовину сожжено.
В 1966 году численность населения составляла 744 человека, здесь действовали колхоз имени Жданова, средняя школа, библиотека, клуб, медицинский пункт и туберкулёзный диспансер.
В 1976 году в селе были 461 двор и 1238 человек населения.
По переписи 2001 года население составляло 515 человек.

## Экономика
- Молочно-товарная и свино-товарная фермы.
- ЧП «Новая жизнь».
- ООО «Хлеб жизни».

## Транспорт
Рядом проходит автомобильная дорога Т-1901.

## Достопримечательности
- Братская могила советских воинов. Похоронено 242 воина.

## Религия
- Покровский храм.

## Известные люди
- Ребрик, Кузьма Филиппович (1908—1992) — Герой Советского Союза[3]
- Щербак, Александр Васильевич (1921—1998) — Герой Советского Союза[3]
- Константин (Дьяков) — митрополит Киевский, священномученик